# Liriomyza balcanica
Liriomyza balcanica är en tvåvingeart som beskrevs av Gabriel Strobl 1900. Liriomyza balcanica ingår i släktet Liriomyza och familjen minerarflugor. Inga underarter finns listade i Catalogue of Life.